# Concerto (Bartolomeo Manfredi Firenze)
Il Concerto è un dipinto olio su tela (130×189,5cm) di Bartolomeo Manfredi databile intorno al 1617-1618 e conservato presso le Gallerie degli Uffizi di Firenze.
Il dipinto lega le sue vicissitudini all'altra tela con cui faceva coppia, i Giocatori di carte, anch'essa oggi agli Uffizi.

## Storia e descrizione
Non si hanno informazioni puntuali circa la commessa e l'approdo della tela nelle collezioni Medici. Il pittore ostianese doveva ad ogni modo essere particolarmente apprezzato dalla corte fiorentina: nel mese di giugno del 1618 Giulio Mancini venne a sapere che Cosimo II acquistò a Roma per la propria raccolta un'opera di Bartolomeo Manfredi, pagandola diverse centinaia di scudi (probabilmente individuabile nell'Incoronazione di spine), mentre altre due furono comperate poco tempo dopo, entrambe in pendant e incentrate su scene di genere, quindi verosimilmente le attuali versioni degli Uffizi del Concerto e dei Giocatori di carte.
Nel 1695 la tela è registrata nella villa di Poggio Imperiale; tuttavia non vi è certezza se l'opera in questione era quella attualmente al museo fiorentino o una sua copia antica anch'essa nelle collezioni granducali. Il dipinto e più in generale le scene di genere eseguite dal Manfredi, infatti, ebbe particolare risonanza al tempo dell'esecuzione tant'è che di queste scene furono eseguite un numero particolarmente elevato di repliche, compiute dallo stesso pittore, dalla sua bottega o anche da altri artisti del tempo. Una copia posteriore è oggi anch'essa agli Uffizi, mentre un'altra coeva assegnata alla bottega del pittore è oggi presso la collezione Guicciardini di Firenze; non si sa se proveniente da Piero Guicciardini, ambasciatore a Roma di Cosimo II nel 1621, che in quello stesso anno chiese al Manfredi la realizzazione di diverse opere per la propria collezione.
Al XX secolo la tela risulta collocata nei depositi degli Uffizi, mentre nel 1922 la sua strada si separa da quella di Giocatori di carte. Il Concerto, infatti, viene erroneamente riconosciuto da Matteo Marangoni come opera del Caravaggio, identificato con I musici già in collezione del cardinale Del Monte, e quindi prelevato dai depositi del museo. Nel 1943 Pietro Longhi restituisce la giusta paternità dell'opera a Bartolomeo Manfredi, mentre nel 1969 dai sotterranei di palazzo Pitti viene riconosciuto anche il quadro dei Giocatori di carte, ripristinando quindi il pendant.
L'attentato terroristico del 1993 che colpì gli Uffizi da via dei Georgofili distrusse quasi del tutto l'opera. Il dipinto mostra un gruppo di personaggi intenti a suonare gli strumenti attorno ad un tavolo. L'opera è eseguita con il tipico stile manfrediano: il fondo scuro e la luce radente concentrano l'illuminazione sulle due figure di musicisti in primo piano e particolarmente sulla veste del giovane che suona la viola sulla sinistra con il gomito piegato che pareva sporgere oltre il piano visivo del quadro, mentre l'oscurità faceva intravedere appena i profili degli altri personaggi.
Le scene di genere manfrediane trovarono particolare successo nella Roma del secondo-terzo decennio del Seicento, contribuendo al diffondersi di questo tipo di rappresentazioni a taglio orizzontale che saranno di moda negli ambienti naturalistici locali e che verranno riprese qualche anno più tardi da pittori del nord Europa come Nicolas Tournier, Nicolas Regnier, Valentin de Boulogne, Dirck van Baburen e altri.